# Nee'lhtciichow-kaiyaah
Nee'lhtciichow-kaiyaah (Nehlchikyo-kaiya, Seeghaa'-kaiyaah, Shaahnaa'ntcin'chii'-kaiyaah), banda North Fork Wailaki Indijanaca, porodica Athapaskan, nastanjenih na istočnoj strani Eel Rivera od McDonald Creeka do ušča North Fork Eel Rivera. 
U ovom predjelu Kalifornije imali su dva sela, to su: K'ai'lhtciitaahdin i Tseegholkiliinseeyeeh. Ime Shaahnaa'ntcin'chii'-kaiyaah znači  'stream-dirty-tail' . 